# Lõuna-Pahijärv
Lõuna-Pahijärv (est. Lõuna-Pahijärv) – jezioro w Estonii, w prowincji Võrumaa, w gminie Misso. Położone jest na wschód od wsi Kärinä. Ma powierzchnię 3,9 ha, linię brzegową o długości 1150 m, długość 300 m i szerokość 130 m. Sąsiaduje z jeziorami Immaku, Sõdaalonõ, Vuuhjärv, Kärinä Kõrbjärv, Mägialonõ, Põhja-Pahijärv, Kisõjärv. Położone jest na obszarze chronionego krajobrazu Kisejärve maastikukaitseala.